# ESTO
ESTO és una empresa de crèdit al consum fintech, especialitzada en oferir als comerciants plataformes de crèdit i tecnologies de pagament.
Entre els seus socis hi ha distribuïdors del mercat europeu: IDeal, ELKOR, BigBox, JYSK, Kaup24, ONOFF, Goldtime, Sportland i molts més.
La companyia té cinc oficines: a Tallinn, Tartu, Riga, Vílnius i Kíev.

## Història
ESTO es va establir el 2017 a Tallin per Mikk Metsa, Martin Ustaal i Mikk Mihkel Nurges.
ESTO és el nom curt d'Estònia. El mateix any, ESTO va entrar al sector del comerç electrònic d'Estònia amb la seva plataforma de crèdit construïda internament (ESTO checkout) per donar suport a les vendes dels comerciants en línia d'Estònia.
L'any 2019, la companyia va llançar el seu segon producte dissenyat com a banca digital de consum: el compte ESTO. L'agost de 2019, ESTO havia emès uns 26.000 préstecs i tenia una cartera de préstecs neta de 7 milions d'euros.
El 2020, ESTO va entrar al sector de pagaments de comerç electrònic (ESTO Pay).
El 2021, la companyia va obrir les seves oficines de representació a Lituània i Letònia i va entrar a nous mercats als Estats Bàltics.
A finals de 2021, ESTO va assolir 1.200 associacions comercials actives.
L'any 2021, l'empresa va rebre un préstec de 4 milions d'euros per part de Citadele Bank. El finançament està destinat a actius corrents, la qual cosa reforçarà les operacions de la companyia a Estònia i augmentarà la seva expansió al mercat bàltic.